# ポルターガイスト (曲)
「ポルターガイスト」は、eddaの楽曲。2019年11月20日にColourful Recordsより配信限定シングルとして発売された。

## 概要
3か月連続リリースの第2弾にあたる作品。
作詞と作曲はedda、編曲は湯浅篤が手掛けたもので、本作の短編アニメーションと配信ジャケットはギブミ〜!トモタカが手掛けた。

## 収録曲
1. ポルターガイスト
廃墟に残されたピアノを主人公とした楽曲[2]で、主人公の性格はeddaがギブミ〜!トモタカの過去の作品を見て決めた[1]。
短編アニメーションの冒頭とエンディングにおいて、アニメーションと連動してeddaによる鼻歌が入っている。よって、eddaが初めてアフレコを行った作品となっている[2][3]。
2ndフル・アルバム『いつかの夢のゆくところ』で、アルバム初収録となった[4]。

## 収録アルバム
- いつかの夢のゆくところ